# Meretz
Il Meretz (in ebraico  מרצ, tradotto Energia; in arabo:ميرتس) è stato un partito politico di sinistra in Israele, formato nel 1992 dalla fusione di Ratz, Mapam e Shinui. Al suo apice tra il 1992 e il 1996, quando aveva 12 seggi alla Knesset, nelle elezioni del 2022 non riuscì a superare la soglia elettorale e quindi non ottenne seggi.
Meretz era un partito socialdemocratico e laico che enfatizzava una soluzione a due stati al conflitto israelo-palestinese, la giustizia sociale, i diritti umani (in particolare per le minoranze religiose, etniche e sessuali), la libertà religiosa e l'ambientalismo. Il partito era membro dell'Alleanza Progressista e dell'Internazionale Socialista, ed era membro osservatore del Partito del Socialismo Europeo. La posizione del partito sul sionismo fu contestata.
Il 30 giugno 2024 il partito ha accettato di fondersi con il Partito Laburista Israeliano per formare un nuovo partito, I Democratici. In base all'accordo di fusione, ci sarà un rappresentante di Meretz ogni quattro posti nella lista elettorale del nuovo partito e negli organi del partito, e ci sarà anche una rappresentanza per le fazioni municipali di Meretz. L'accordo è stato ratificato in una convention di delegati sia di Meretz che del Partito Laburista il 12 luglio 2024. In base all'accordo, i due partiti continuano ad essere entità corporative e di bilancio separate, e le loro fazioni nell'Histadrut, nei consigli comunali e in altri organismi al di fuori della Knesset in questa fase non saranno unificate, ma coopereranno.

## Storia
Il partito nasce con il nome di Meretz nel 1992 dalle ceneri del Mapam, un partito d'ispirazione marxista. Le elezioni del 1992 sono un successo per la nuova lista, che ottiene 12 seggi alla Knesset ed entra a far parte del governo guidato dal laburista Yitzhak Rabin, che firmerà gli Accordi di Oslo nel 1993.
Meretz partecipa poi, tra il 1999 e il 2000, al governo guidato da Ehud Barak.
Nel 2002, in seguito alla fusione con il Shahar di Yossi Beilin e con Scelta Democratica di Roman Bronfman, il partito assume il nome di Meretz-Yachad, che mantiene fino al 2006.
In occasione delle elezioni del settembre 2019, Meretz entra a far parte di Unione Democratica ed ottiene 3 dei 5 seggi totali della coalizione.
Alle elezioni del 2020 il partito forma un'alleanza con il Partito Laburista Israeliano e Gesher che ottiene 7 seggi, di cui 3 in capo a Meretz.
Nelle elezioni del 2021 Meretz ottiene 6 seggi. Nel giugno 2021 partecipa alla formazione del Governo Bennett-Lapid, ottenendo i ministeri della salute, della protezione ambientale e della cooperazione regionale.
Durante le elezioni del 2022 Meretz non riesce a passare la soglia di sbarramento del 3,25% e di conseguenza totalizza 0 seggi. È la prima volta dalla sua fondazione nel 1992.

## Ideologia
Le posizioni politiche del partito sono la difesa dello Stato sociale, il riconoscimento dei diritti degli omosessuali, la separazione tra Stato e religione e l'avvio di un negoziato di pace tra israeliani e palestinesi che crei due Stati indipendenti. Tra i partiti sionisti, il Meretz è quello che si colloca più a sinistra.
Il partito è membro dell'Internazionale Socialista e dell'Alleanza Progressista e membro osservatore del Partito Socialista Europeo.

## Leader
| Leader | Leader | Leader          | Mandato inizio | Mandato fine | Elezioni della Knesset | Eletto/rieletto come leader |
| ------ | ------ | --------------- | -------------- | ------------ | ---------------------- | --------------------------- |
| 1      |        | Shulamit Aloni  | 1992           | 1996         | 1992                   |                             |
| 2      |        | Yossi Sarid     | 1996           | 2003         | 1996, 1999, 2003       | 1996, 1999                  |
| 3      |        | Yossi Beilin    | 2004           | 2008         | 2006                   | 2004                        |
| 4      |        | Haim Oron       | 2008           | 2012         | 2009                   | 2008                        |
| 5      |        | Zehava Galon    | 2012           | 2018         | 2013, 2015             | 2012, 2015                  |
| 6      |        | Tamar Zandberg  | 2018           | 2019         | 2019 (Apr)             | 2018                        |
| 7      |        | Nitzan Horowitz | 2019           | 2022         | 2019 (Set), 2020, 2021 | 2019                        |
| (5)    |        | Zehava Galon    | 2022           | 2022         | 2022                   | 2022                        |

## Risultati elettorali
| Elezioni       | Leader          | Voti                           | %                              | Seggi    | +/-     |
| -------------- | --------------- | ------------------------------ | ------------------------------ | -------- | ------- |
| 1992           | Shulamit Aloni  | 250.667                        | 9.58 (#3)                      | 12 / 120 | 2       |
| 1996           | Yossi Sarid     | 226.275                        | 7.41 (#5)                      | 9 / 120  | 3       |
| 1999           | Yossi Sarid     | 253.525                        | 7.66 (#4)                      | 10 / 120 | 1       |
| 2003           | Yossi Sarid     | 164.122                        | 5.21 (#6)                      | 6 / 120  | 4       |
| 2006           | Yossi Beilin    | 118.302                        | 3.77 (#9)                      | 5 / 120  | 1       |
| 2009           | Haim Oron       | 99.611                         | 2.95 (#10)                     | 3 / 120  | 1       |
| 2013           | Zehava Gal-On   | 172.403                        | 4.55 (#4)                      | 6 / 120  | 3       |
| 2015           | Zehava Gal-On   | 165.529                        | 3.93 (#10)                     | 5 / 120  | 1       |
| Aprile 2019    | Tamar Zandberg  | 156.473                        | 3.63 (#9)                      | 4 / 120  | 1       |
| Settembre 2019 | Nitzan Horowitz | In Unione Democratica          | In Unione Democratica          | 3 / 120  | 1       |
| 2020           | Nitzan Horowitz | Con Partito Laburista e Gesher | Con Partito Laburista e Gesher | 3 / 120  | Stabile |
| 2021           | Nitzan Horowitz | 202.218                        | 4.59 (#12)                     | 6 / 120  | 3       |
| 2022           | Zehava Gal-On   | 150.696                        | 3.16 (#11)                     | 0 / 120  | 6       |